# Avraam Papadopoulos
Avraam Papadopoulos (* 3. prosinec 1984) je bývalý řecký fotbalista.

## Klubová kariéra
Hrával za Aris Soluň, Olympiakos Pireus, Trabzonspor, Šanghaj Greenland Šenhua FC, Júbilo Iwata, Brisbane Roar FC.

## Reprezentační kariéra
Avraam Papadopoulos odehrál za řecký národní tým v letech 2008–2014 celkem 37 reprezentačních utkání.

## Statistiky
| Řecko  | Řecko | Řecko |
| Roky   | Záp.  | Góly  |
| ------ | ----- | ----- |
| 2008   | 3     | 0     |
| 2009   | 7     | 0     |
| 2010   | 12    | 0     |
| 2011   | 7     | 0     |
| 2012   | 4     | 0     |
| 2013   | 1     | 0     |
| 2014   | 2     | 0     |
| Celkem | 36    | 0     |